# Mare de Déu i el Nen (Bellini)
La Mare de Déu i el Nen és una pintura de Giovanni Bellini, actualment a la Galeria Borghese de Roma. Es pot comparar amb la Mare de Deu i el Nen (Brera) de 1510, la Madonna del Prato de 1505 (Londres) i la Madonna i el Nen de 1509 (Detroit).